# Farancia abacura
Farancia abacura là một loài rắn trong họ Rắn nước. Loài này được Holbrook mô tả khoa học đầu tiên năm 1836.

## Hình ảnh

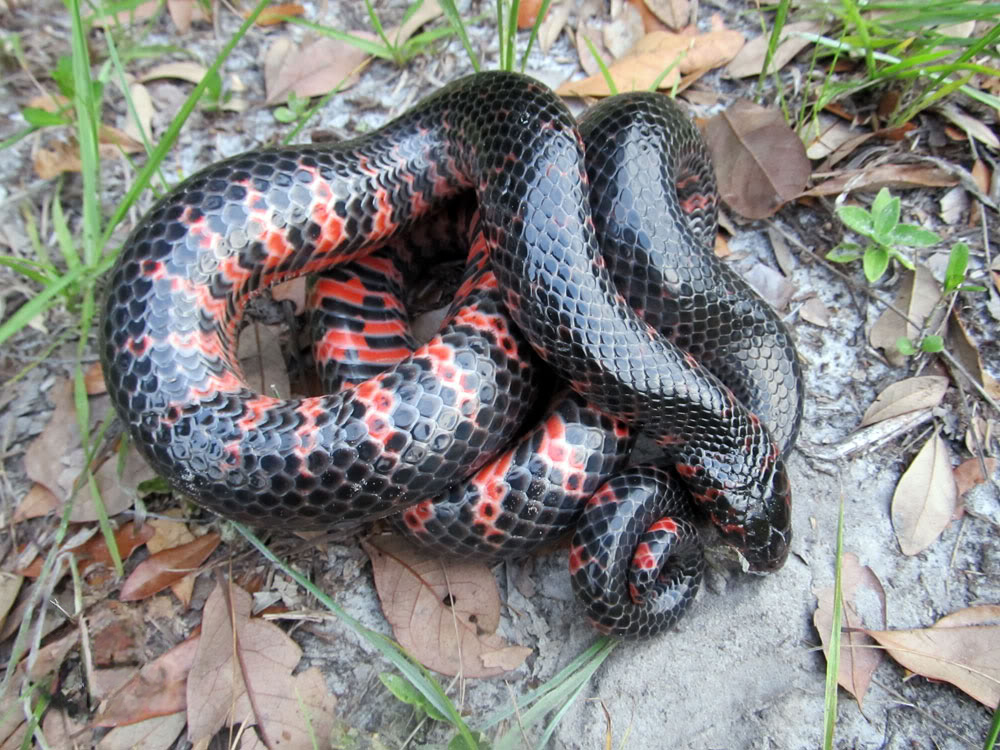
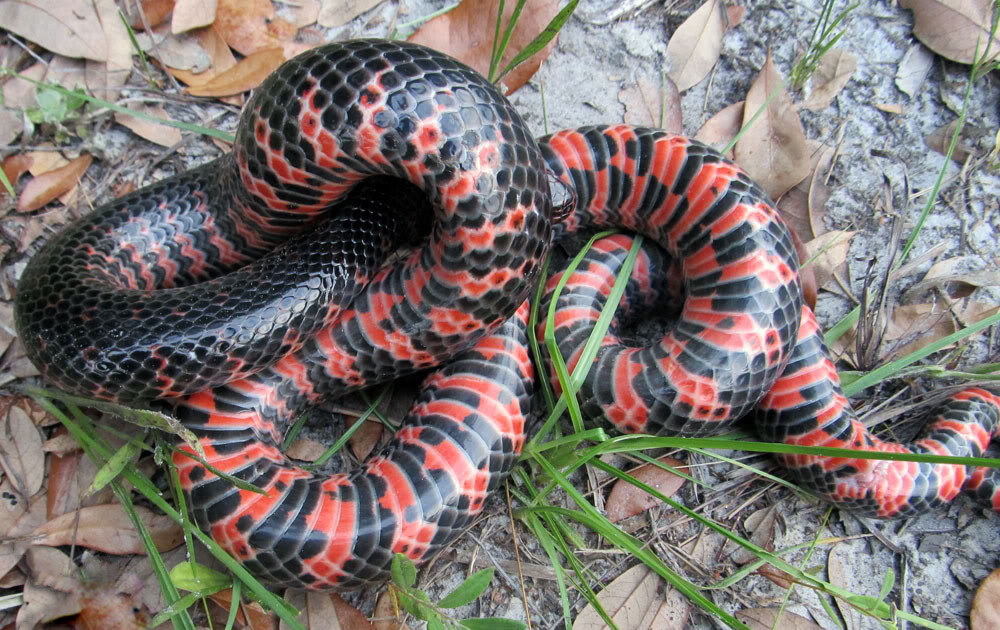
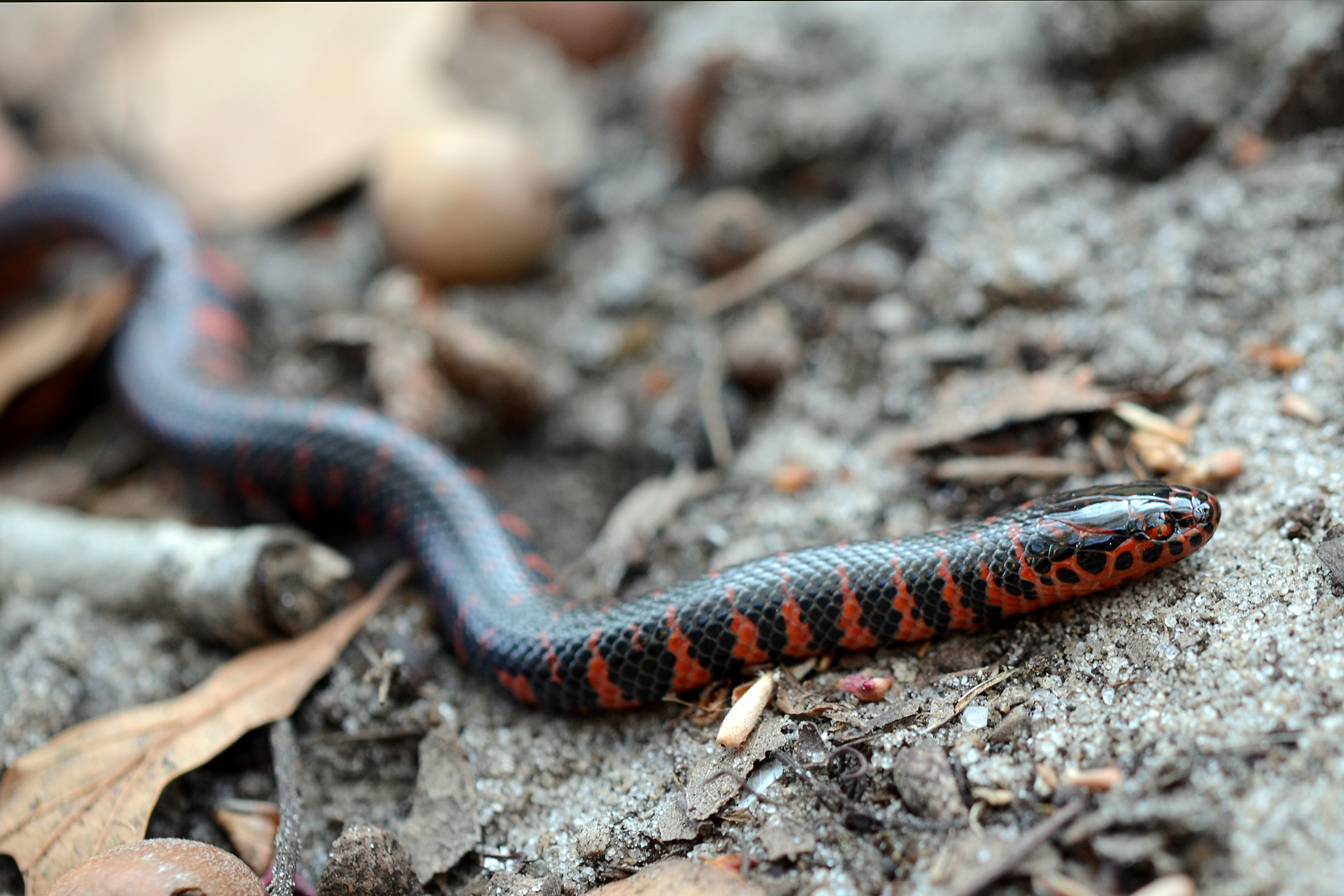